# Équipe du Canada masculine de squash
L'équipe du Canada masculine de squash représente le Canada dans les compétitions internationales de squash et dirigée par Squash Canada (en)
Depuis 1971, Le Canada a obtenu son meilleur résultat en 1997 avec une finale des championnats du monde par équipes emmenée par son joueur phare Jonathon Power.

## Équipe actuelle
- David Baillargeon
- Salah Eltorgman
- Connor Turk
- Graeme Schnell

## Palmarès
| Année                 | Résultat           | Classement | G      | PL     |
| --------------------- | ------------------ | ---------- | ------ | ------ |
| Melbourne 1967        | Absent             | Absent     | Absent | Absent |
| Birmingham 1969       | Absent             | Absent     | Absent | Absent |
| Palmerston North 1971 | Poules             | 7e         | 0      | 6      |
| Johannesburg 1973     | Absent             | Absent     | Absent | Absent |
| Birmingham 1976       | Poules             | 8e         | 2      | 5      |
| Toronto 1977          | Poules             | 7e         | 1      | 6      |
| Brisbane 1979         | Poules             | 8e         | 3      | 5      |
| Stockholm 1981        | Poules             | 9e         | 4      | 2      |
| Auckland 1983         | Poules             | 8e         | 2      | 7      |
| Le Caire 1985         | Poules             | 7e         | 5      | 4      |
| Londres 1987          | Quart de finale    | 8e         | 3      | 4      |
| Singapour 1989        | Quart de finale    | 8e         | 2      | 6      |
| Helsinki 1991         | Poules             | 9e         | 3      | 3      |
| Karachi 1993          | Poules             | 12e        | 3      | 3      |
| Le Caire 1995         | Quart de finale    | 6e         | 4      | 2      |
| Petaling Jaya 1997    | Finale             | 2e         | 5      | 1      |
| Le Caire 1999         | Quart de finale    | 6e         | 2      | 4      |
| Melbourne 2001        | Quart de finale    | 8e         | 4      | 3      |
| Vienne 2003           | Quart de finale    | 6e         | 4      | 2      |
| Islamabad 2005        | Demi-finale        | 4e         | 4      | 2      |
| Chennai 2007          | Quart de finale    | 6e         | 4      | 2      |
| Odense 2009           | Quart de finale    | 8e         | 3      | 3      |
| Paderborn 2011        | 16e de finale      | 14e        | 4      | 3      |
| Mulhouse 2013         | 16e de finale      | 11e        | 4      | 3      |
| Le Caire 2015         | Annulé             | Annulé     | Annulé | Annulé |
| Marseille 2017        | Huitième de finale | 13e        | 3      | 3      |
| Washington 2019       | Poules             | 14e        | 3      | 3      |
| Total                 | 23/26              | 0 titre    | 72     | 82     |